# Rozvodna Malešice
Rozvodna Malešice (zkratkou MAL) se nachází na východním okraji města Prahy, v čtvrti Malešice. Je jedinou rozvodnou na 220 kV v Praze. Provozuje se v napěťových hladinách 220 a 110 kV.

## Význam
Zásobuje severní a východní část města. Část 220 kV provozuje ČEPS, a.s, část 110 kV provozuje PRE.

## Historie
Rozvodna byla založena v roce 1967. Do rozvodny bylo připojeno vedení z rozvodny Čechy Střed.

## Popis

### Napěťové hodnoty
Rozvodna je provozována v napěťových hodnotách 220 kV a 110 kV. Hladinou 220 kV je spojena rozvodna Čechy Střed. 

### Transformátory
Transformace 220/110 kV je zajištěna dvěma třífázovými transformátory.

### Vedení
Do rozvodny jsou zaústěna následující vedení:

#### Vedení 220 kV – VVN – velmi vysoké napětí
- Dvojité vedení V205/V206 Čechy Střed – Malešice